# Blackie Lawless
Blackie Lawless właściwie Steven Duren, (ur. 4 września 1956) – amerykański wokalista i gitarzysta (również basowy), założyciel heavymetalowej grupy W.A.S.P.
W 2006 roku piosenkarz został sklasyfikowany na 76. miejscu listy 100 najlepszych wokalistów wszech czasów według Hit Parader.